# DS (satellite)
La sigla DS (Dnepropetrovsk Sputnik) indica un numeroso gruppo di satelliti artificiali di piccole dimensioni sviluppati e costruiti in Unione Sovietica tra il 1961 ed il 1978. Tali veicoli avevano un utilizzo sia militare (difesa ABM e comunicazioni militari), sia civile (ad esempio, nell'ambito del programma Interkosmos). Inoltre, furono molto importanti per la messa a punto delle tecnologie e dei componenti necessari alla costruzione di veicoli spaziali. Il lancio avveniva mediante vettori Kosmos.
La costruzione e lo sviluppo erano curati dall'ucraino ufficio tecnico Yuzhnoye, indicato come OKB-586.

## Prime versioni
I primi satelliti del programma DS furono delle versioni DS-1 e DS-2. Il loro scopo era quello di servire da "banchi-prova" delle tecnologie necessarie. Visti gli iniziali fallimenti, il programma fu sottoposto ad esame.

### DS-1
I satelliti DS-1 sono stati i primi della serie DS. In particolare, erano stati costruiti per lo sviluppo e la sperimentazione delle tecnologie relative al programma, con l'obiettivo primario di valutare il funzionamento dei sistemi di lancio in orbita. Complessivamente, furono effettuati due lanci, tutti nel 1961 (rispettivamente il 27 ottobre ed il 21 dicembre). Entrambi i lanci si risolsero in un completo fallimento, a causa di problemi di malfunzionamento al secondo stadio dei vettori. Il doppio fallimento provocò un esame dell'intero programma da parte di una commissione di esperti, che fu riunita per l'occasione.
| Parametri orbitali   | Valori tipici |
| -------------------- | ------------- |
| Perigeo (km)         | n.d.          |
| Apogeo (km)          | n.d.          |
| Inclinazione (gradi) | n.d.          |
| Massa (kg)           | 300           |

### DS-2
I DS-2 erano una versione semplificata dei DS-1, che era stata creata in seguito ai fallimenti precedenti. In pratica, si differenziava per la mancanza della sezione cilindrica, contenente l'avionica. Complessivamente, vennero effettuati due lanci, il secondo dei quali fallito. L'unico satellite giunto in orbita condusse studi della ionosfera.
- 16 marzo 1962: Cosmos 1.
- 1º dicembre 1964: Cosmos 51. Lancio riuscito ma missione fallita, a causa della mancata separazione del satellite dal razzo vettore.

| Parametri orbitali   | Valori tipici |
| -------------------- | ------------- |
| Perigeo (km)         | 207           |
| Apogeo (km)          | 649           |
| Inclinazione (gradi) | 49            |
| Massa (kg)           | 315           |

## Utilizzo militare
Molti tipi di satelliti della serie DS avevano applicazioni militari. Tuttavia, spesso imbarcavano anche della strumentazione per svolgere attività di ricerca di vario tipo. In particolare, una grande importanza ebbero i satelliti DS-P1, DS-P1-Yu e DS-P1-I, facenti parte del complesso Raduga ed utilizzati per la difesa aerea ed antimissile.

### DS-A1
I DS-A1 erano satelliti con a bordo una serie di strumenti di navigazione e comunicazione. Tali apparecchiature erano di grande importanza per il comando ed il controllo delle forze nucleari strategiche sovietiche. In questo ruolo, più avanti, si utilizzeranno i satelliti Uragan.
Oltre a compiti strettamente militari, questi dispositivi erano in grado di condurre operazioni di monitoraggio dei raggi cosmici e delle radiazioni (sia naturali, sia artificiali, comprese quelle prodotte dai test nucleari).
Complessivamente, furono effettuati sette lanci, tre dei quali fallirono a causa di problemi ai vettori.
- 20 ottobre 1962: Cosmos 11
- 22 maggio 1963: Cosmos 17
- 22 agosto 1963 (Cosmos 20). Lancio fallito per un malfunzionamento del primo stadio.
- 24 ottobre 1963 (Cosmos 21). Lancio fallito per un malfunzionamento del secondo stadio.
- 30 gennaio 1965: Cosmos 53
- 20 febbraio 1965: (Cosmos 54). Lancio fallito per un malfunzionamento del primo stadio.
- 2 luglio 1965: Cosmos 70

| Parametri orbitali   | Valori tipici |
| -------------------- | ------------- |
| Perigeo (km)         | 233           |
| Apogeo (km)          | 966           |
| Inclinazione (gradi) | 48,8          |
| Massa (kg)           | 30            |

### DS-K-8
Il DS-K-8 fu costruito in un solo esemplare, lanciato con la missione Cosmos 8 il 18 agosto 1962. Svolse studi sull'attività meteorica nelle parti di spazio prossime alla Terra. Oltre alle apparecchiature scientifiche, imbarcava anche strumentazione di origine militare di tipo non precisato.
| Parametri orbitali   | Valori tipici |
| -------------------- | ------------- |
| Perigeo (km)         | 244           |
| Apogeo (km)          | 598           |
| Inclinazione (gradi) | 49            |
| Massa (kg)           | 337           |

### DS-K-40
I DS-K-40 erano una copia di satelliti costruiti nell'ambito dello sviluppo dei satelliti per comunicazioni Tselina. Complessivamente, ne furono lanciati due (28 dicembre 1965 e 21 febbraio 1966), che fallirono entrambi a causa di un malfunzionamento del primo stadio del vettore.
| Parametri orbitali   | Valori tipici |
| -------------------- | ------------- |
| Perigeo (km)         | n.d.          |
| Apogeo (km)          | n.d.          |
| Inclinazione (gradi) | n.d.          |
| Massa (kg)           | n.d.          |

### DS-P1
I DS-P1 erano dei satelliti bersaglio lanciati nell'ambito dello sviluppo del sistema di difesa ABM. In particolare, erano utilizzati per le prove radar che venivano condotte dalla PVO, l'allora difesa aerea sovietica.
I DS-P1 erano i primi a montare delle cellule fotovoltaiche. Tali Le cellule ricoprivano una gran parte del satellite grazie ad una particolare struttura, a forma di dodecaedro. Questi satelliti costituirono la base per lo sviluppo della versione DS-P1-Yu, che fu quella che divenne poi realmente operativa con le forze armate sovietiche.
Complessivamente, ne furono lanciati quattro, tra il 30 giugno 1962 ed il 27 febbraio 1964. Tre lanci (Cosmos 6, Cosmos 19 e Cosmos 25) riuscirono, uno (Cosmos 14, il 6 aprile 1963) fallì a causa del malfunzionamento del primo stadio del vettore.
| Parametri orbitali   | Valori tipici |
| -------------------- | ------------- |
| Perigeo (km)         | 262           |
| Apogeo (km)          | 446           |
| Inclinazione (gradi) | 49            |
| Massa (kg)           | 355           |

### DS-P1-I
I DS-P1-I erano dei satelliti per utilizzo militare, utilizzati come "radar target" per le forze della difesa antimissile. In particolare, erano utilizzati per le calibratura dei radar. I lanci iniziarono nel 1966, e l'accettazione da parte delle autorità militari si ebbe nel 1970. Questi satelliti entrarono a far parte del complesso Raduga. Ben 20 satelliti di questo tipo furono lanciati, e vennero utilizzati fino al 1978.
In particolare, il primo lancio fu effettuato il 25 gennaio 1966, e l'ultimo il 18 giugno 1977. Le missioni Cosmos interessate furono 106, 148, 204, 242, 275, 308, 327, 362, 391, 440, 497, 615, 662, 750, 801, 849, 901 e 919.
Le missioni fallite furono due, il 30 gennaio 1970 (Cosmos 323, per il malfunzionamento del secondo stadio) ed il 24 novembre 1971 (Cosmos 458, per cause sconosciute).
| Parametri orbitali   | Valori tipici |
| -------------------- | ------------- |
| Perigeo (km)         | 283           |
| Apogeo (km)          | 179           |
| Inclinazione (gradi) | 69,7          |
| Massa (kg)           | 340           |

### DS-P1-M
I DS-P1-M erano satelliti progettati per i test relativi ad armi antimissile ed antisatellite. Tuttavia, furono utilizzati operativamente solo in questo secondo ruolo, nell'ambito del programma sovietico ASAT. Infatti, furono ampiamente utilizzati come bersagli per gli IS-A ASAT al posto dei precedenti IS-P, che erano troppo costosi.
In generale, si trattava di apparati piuttosto sofisticati: in dettaglio, infatti, non erano dei semplici bersagli passivi, ma imbarcavano anche strumenti di registrazione sia dei dati di volo, sia dell'impatto.
Lo sviluppo di questi sistemi iniziò nell'agosto del 1970, e furono immessi in servizio a partire dal 1973. Nel 1975 fu sviluppata una variante migliorata nota con il nome di Lira, ma le esatte differenze non sono note. I DS-P1-M furono tenuti in servizio fino al 1983, quando i sovietici interruppero il programma satellitare ASAT.
Complessivamente, ne furono costruiti 15 esemplari, 13 dei quali furono mandati in orbita con successo da vettori Kosmos-3M in altrettante missioni Cosmos. Il primo lancio fu effettuato il 22 dicembre 1970 (missione Cosmos 390), ma si risolse in un fallimento a causa di problemi al primo stadio del vettore. Il lancio successivo (9 febbraio 1971) fu un successo. Le tredici missioni Cosmos coronate da successo furono: Cosmos 394, 400, 459, 521, 803, 839, 880, 909, 959, 967, 1171, 1241 e 1375. L'altro fallimento si ebbe il 19 dicembre 1975 (Cosmos 787), a causa del mancato raggiungimento dell'orbita del satellite. I satelliti coinvolti nei lanci falliti non vennero associati dall'intelligence occidentale al programma ASAT.
| Parametri orbitali    | Valori tipici |
| --------------------- | ------------- |
| Orbita circolare (km) | 689           |
| Inclinazione (gradi)  | 65,6          |
| Massa (kg)            | 600           |

### DS-P1-Yu
I DS-P1-Yu erano satelliti militari sviluppati e lanciati nell'ambito dello sviluppo di un sistema di difesa aerea ed il controllo dello spazio esterno. In particolare, questi satelliti furono costruiti in seguito ai buoni risultati sperimentali ottenuti con i precedenti DS-P1. I nuovi DS-P1-Yu iniziarono i voli nel 1964, ed il sistema fu accettato dalle autorità militari nel 1968, come parte del complesso “Raduga”. Complessivamente, furono lanciati ben 79 satelliti di questo tipo, tutti identificati come missione Cosmos. Il sistema venne utilizzato con successo fino al 1978.
I lanci riusciti sono stati quelli delle missioni Cosmos 36, 76, 101, 116, 123, 152, 165, 173, 176, 191, 211, 221, 222, 233, 245, 257, 265, 268, 277, 283, 285, 295, 303, 307, 311, 314, 319, 324, 334, 347, 351, 357, 369, 380, 388, 393, 408, 421, 423, 435, 453, 455, 458, 467, 472, 481, 485, 487, 498, 501, 523, 524, 526, 545, 553, 558, 562, 580, 601, 608, 611, 633, 634, 668, 686, 695, 703, 705, 725, 745, 818, 850.
I lanci falliti furono sette: i primi sei (Cosmos 54, 291, 346, 400, 432, 488) a causa di un malfunzionamento del secondo stadio del razzo vettore, l'ultimo (Cosmos 666) per il primo stadio.
| Parametri orbitali   | Valori tipici |
| -------------------- | ------------- |
| Perigeo (km)         | 256           |
| Apogeo (km)          | 728           |
| Inclinazione (gradi) | 69,4          |
| Massa (kg)           | 330           |

### DS-U2-V
I DS-U2-V erano satelliti per lo sviluppo di tecnologia militare lanciati in tre esemplari tra il 19 ottobre 1965 ed il 26 dicembre 1967. Il tipo di missione svolto è ancora oggi classificato top secret. Le missioni Cosmos interessate furono le numero 93, 95 e 197.
| Parametri orbitali   | Valori tipici |
| -------------------- | ------------- |
| Perigeo (km)         | 214           |
| Apogeo (km)          | 502           |
| Inclinazione (gradi) | 48            |
| Massa (kg)           | 320           |

## Sperimentazione di tecnologie
Alcuni satelliti furono costruiti con lo scopo prevalente di sviluppare alcune tecnologie utili per la realizzazione di navicelle spaziali. Inoltre, i DS furono a volte utilizzati per trasportare nello spazio apparecchiature realizzate da altri uffici tecnici.

### DS-MT
I DS-MT erano satelliti costruiti dalla Yuzhnoye, ma con all'interno apparecchiature sviluppate dalla VNIIEM. Lo scopo era quello di testare un sistema elettrico di orientamento giroscopico. Tali satelliti avevano anche scopi di ricerca, visto che erano in grado di studiare la variazione dell'intensità dei raggi cosmici.
Complessivamente, furono effettuati tre lanci tra il 1º giugno 1963 ed il 9 dicembre 1964. Il primo lancio (Cosmos 19) fallì per un malfunzionamento del primo stadio del vettore. Gli altri due lanci furono le missioni Cosmos 31 e 51.
| Parametri orbitali   | Valori tipici |
| -------------------- | ------------- |
| Perigeo (km)         | 240           |
| Apogeo (km)          | 511           |
| Inclinazione (gradi) | 49            |
| Massa (kg)           | 340           |

### DS-MG
I DS-MG erano satelliti contenenti della strumentazione sviluppata dalla VNIIEM, per testare un sistema elettrico di orientamento girodinamico. Tali veicoli erano in grado anche di studiare la magnetosfera della Terra. Furono effettuati due lanci, entrambi nel 1964, con le missioni Cosmos 26 (18 marzo 1964) e 49 (24 ottobre 1964).
| Parametri orbitali   | Valori tipici |
| -------------------- | ------------- |
| Perigeo (km)         | 264           |
| Apogeo (km)          | 424           |
| Inclinazione (gradi) | 48,9          |
| Massa (kg)           | 360           |

### DS-U2-M
I DS-U2-M erano satelliti utilizzati nell'ambito dello sviluppo di un orologio atomico. I lanci effettuati furono due, con le missioni Cosmos 97 (26 novembre 1965) e 145 (3 marzo 1967).
| Parametri orbitali   | Valori tipici |
| -------------------- | ------------- |
| Perigeo (km)         | 220           |
| Apogeo (km)          | 2.126         |
| Inclinazione (gradi) | 48            |
| Massa (kg)           | 260           |

### DS-MO
I DS-MO erano satelliti costruiti e lanciati nell'ambito dello sviluppo di sistemi aerodinamici per la stabilizzazione e l'orientamento delle navicelle spaziali. Oltre a tali sistemi, a bordo vi erano anche alcuni dispositivi ottici di origine militare.
Questi DS furono conosciuti anche con il nomignolo di “freccia spaziale”, a causa delle superfici aerodinamiche stabilizzatrici particolarmente estese. In particolare, fu la prima navetta spaziale (e l'unico satellite DS) ad utilizzare un controllo aerodinamico di questo tipo.
Complessivamente, furono effettuati due lanci, con le missioni Cosmos 149 (21 marzo 1967) e 320 (16 gennaio 1970).
| Parametri orbitali   | Valori tipici |
| -------------------- | ------------- |
| Perigeo (km)         | 247           |
| Apogeo (km)          | 305           |
| Inclinazione (gradi) | 48            |
| Massa (kg)           | 375           |

## Ricerche scientifiche
Molte tipologie di satelliti DS furono utilizzati per compiere studi di carattere scientifico, sia relative al pianeta Terra (come ricerche sull'atmosfera, gli effetti dei raggi solari su questa), sia allo spazio (osservazioni del Sole, raggi cosmici, flussi di particella|particelle, eccetera).

### DS-U1-A
Il DS-U1-A era un satellite progettato per studiare sia le caratteristiche ottiche dell'atmosfera, sia le radiazioni. Per svolgere questi compiti, era stato equipaggiato con ben otto telescopi. Ne fu lanciato solo uno, il 18 aprile 1968 (missione Cosmos 215).
| Parametri orbitali   | Valori tipici |
| -------------------- | ------------- |
| Perigeo (km)         | 255           |
| Apogeo (km)          | 403           |
| Inclinazione (gradi) | 48            |
| Massa (kg)           | 385           |

### DS-U1-G
I DS-U1-G erano dei satelliti costruiti per studiare le relazioni esistenti tra le variazioni degli strati superiori dell'atmosfera e l'attività solare. Complessivamente, ne furono lanciati due, il primo l'11 febbraio 1966 (Cosmos 108), il secondo il 19 dicembre 1967 (Cosmos 196).
| Parametri orbitali   | Valori tipici |
| -------------------- | ------------- |
| Perigeo (km)         | 220           |
| Apogeo (km)          | 860           |
| Inclinazione (gradi) | 49            |
| Massa (kg)           | 355           |

### DS-U1-R
Il DS-U1-R era un satellite progettato per studiare il raggio dello spettro delle onde UF. Fu lanciato il 24 aprile 1970 (missione Cosmos 335).
| Parametri orbitali   | Valori tipici |
| -------------------- | ------------- |
| Perigeo (km)         | 250           |
| Apogeo (km)          | 410           |
| Inclinazione (gradi) | 48            |
| Massa (kg)           | 295           |

### DS-U1-Ya
I DS-U1-Ya erano satelliti progettati per studiare sia i flussi di particelle cariche, sia i raggi cosmici nella magnetosfera. Ne furono lanciati due, uno solo dei quali giunse in orbita (11 giugno 1968, missione Cosmos 225). L'altro fallì a causa di un malfunzionamento del secondo stadio del vettore, il 6 marzo 1968 (Cosmos 206).
| Parametri orbitali   | Valori tipici |
| -------------------- | ------------- |
| Perigeo (km)         | 255           |
| Apogeo (km)          | 519           |
| Inclinazione (gradi) | 48            |
| Massa (kg)           | 375           |

### DS-U2-D
I DS-U2-D erano satelliti progettati e costruiti per studiare i flussi di particelle cariche nella magnetosfera. Ne furono lanciati due, il 21 dicembre 1966 (Cosmos 137) ed il 26 aprile 1968 (Cosmos 219).
| Parametri orbitali   | Valori tipici |
| -------------------- | ------------- |
| Perigeo (km)         | 217           |
| Apogeo (km)          | 1 732         |
| Inclinazione (gradi) | 49            |
| Massa (kg)           | 300           |

### DS-U2-GF
Il DS-U2-GF era un satellite progettato per effettuare studi sul Sole. Fu lanciato il 26 dicembre 1968, con la missione Cosmos 262.
| Parametri orbitali   | Valori tipici |
| -------------------- | ------------- |
| Perigeo (km)         | 264           |
| Apogeo (km)          | 791           |
| Inclinazione (gradi) | 48            |
| Massa (kg)           | 352           |

### DS-U2-GK
I DS-U2-GK erano dei satelliti progettati e costruiti per effettuare una serie di studi geofisici negli strati superiori dell'atmosfera. Tali studi riguardavano la densità dell'aria, e le aurore boreali.
Ne furono lanciati due, il 19 dicembre 1968 (Cosmos 261) ed il 13 giugno 1970 (Cosmos 348).
| Parametri orbitali   | Valori tipici |
| -------------------- | ------------- |
| Perigeo (km)         | 206           |
| Apogeo (km)          | 618           |
| Inclinazione (gradi) | 71            |
| Massa (kg)           |               |

350

### DS-U2-I
I DS-U2-I erano satelliti progettati per studiare gli effetti dell'azione della ionosfera sulle onde radio a bassissime frequenze. Complessivamente, ne furono lanciati tre: Cosmos 119 (24 maggio 1966), 142 (14 febbraio 1967) e 259 (14 dicembre 1968).
| Parametri orbitali   | Valori tipici |
| -------------------- | ------------- |
| Perigeo (km)         | 213           |
| Apogeo (km)          | 1 310         |
| Inclinazione (gradi) | 48            |
| Massa (kg)           | 300           |

### DS-U2-IP
Il DS-U2-IP era un satellite progettato per studiare la ionosfera ed flussi di particelle cariche. Fu lanciato il 17 novembre 1970 (Cosmos 378).
| Parametri orbitali   | Valori tipici |
| -------------------- | ------------- |
| Perigeo (km)         | 234           |
| Apogeo (km)          | 1 742         |
| Inclinazione (gradi) | 74            |
| Massa (kg)           | 710           |

### DS-U2-K
Il DS-U2-K era un satellite progettato per studiare sia i flussi di particelle cariche, sia la radiazione cosmica. Fu lanciato il 4 giugno 1971 (Cosmos 426).
| Parametri orbitali   | Valori tipici |
| -------------------- | ------------- |
| Perigeo (km)         | 354           |
| Apogeo (km)          | 1.108         |
| Inclinazione (gradi) | 74            |
| Massa (kg)           | 680           |

### DS-U2-MG
I DS-U2-MG erano una coppia di satelliti progettati per studiare i poli magnetici della Terra. Furono entrambi lanciati nel 1970, il 20 gennaio (Cosmos 321) ed il 10 agosto (Cosmos 356).
| Parametri orbitali   | Valori tipici |
| -------------------- | ------------- |
| Perigeo (km)         | 252           |
| Apogeo (km)          | 526           |
| Inclinazione (gradi) | 82            |
| Massa (kg)           | 360           |

### DS-U2-MP
I DS-U2-MP erano una coppia di satelliti progettati per svolgere operazioni di studio della polvere interstellare nello spazio nei pressi della Terra. Furono lanciati il 12 dicembre 1966 (Cosmos 135) ed il 5 giugno 1967 (Cosmos 163).
| Parametri orbitali   | Valori tipici |
| -------------------- | ------------- |
| Perigeo (km)         | 254           |
| Apogeo (km)          | 623           |
| Inclinazione (gradi) | 48            |
| Massa (kg)           | 356           |

### DS-U2-MT
Il DS-U2-MT era un satellite progettato per svolgere operazioni di studio degli impatti micrometeorici e dei raggi gamma. Fu lanciato il 2 dicembre 1971 (Cosmos 461).
| Parametri orbitali   | Valori tipici |
| -------------------- | ------------- |
| Perigeo (km)         | 487           |
| Apogeo (km)          | 510           |
| Inclinazione (gradi) | 69            |
| Massa (kg)           | 680           |

### DS-U3-S
I DS-U3-S erano una coppia di satelliti progettati per svolgere osservazioni solari orbitali, oltre che per misurare i raggi solari in più zone spettrali. Furono lanciati il 16 giugno 1967 (Cosmos 166) ed il 5 luglio 1968 (Cosmos 230).
| Parametri orbitali   | Valori tipici |
| -------------------- | ------------- |
| Perigeo (km)         | 288           |
| Apogeo (km)          | 551           |
| Inclinazione (gradi) | 48            |
| Massa (kg)           | 360           |

## Programma Interkosmos
Alcuni satelliti DS furono modificati per equipaggiare apparecchiature sviluppate nell'ambito del Programma Interkosmos. In particolare, lo scopo delle ricerche che si intendeva condurre era studiare i raggi ultravioletti e gli effetti dei raggi X sugli strati superiori dell'atmosfera, nonché indagare gli effetti della radiazione solare su quest'ultima.

### DS-U1-IK
I DS-U1-IK erano stati modificati per effettuare operazioni di studio della ionosfera terrestre e sulla concentrazione di elettroni e ioni positivi.
Complassivamente ne furono lanciati due, il 25 dicembre 1969 (Intercosmos 2) ed il 30 novembre 1972 (Intercosmos 8).
| Parametri orbitali   | Valori tipici |
| -------------------- | ------------- |
| Perigeo (km)         | 201           |
| Apogeo (km)          | 911           |
| Inclinazione (gradi) | 59,7          |
| Massa (kg)           | 330           |

### DS-U2-IK
I DS-U2-IK erano satelliti equipaggiati per studiare i flussi di particelle cariche e la ionosfera (in particolare, protoni, elettroni e particelle α). Complessivamente, ne furono lanciati sette: Intercosmos 3 (7 agosto 1970), Intercosmos 5 (2 dicembre 1971), Intercosmos 9 (19 aprile 1973), Intercosmos 10 (30 ottobre 1973), Intercosmos 12 (31 ottobre 1974), Intercosmos 13 (27 marzo 1975) ed Intercosmos 14 (11 dicembre 1975).
| Parametri orbitali   | Valori tipici |
| -------------------- | ------------- |
| Perigeo (km)         | 245           |
| Apogeo (km)          | 1.362         |
| Inclinazione (gradi) | 64,3          |
| Massa (kg)           | 340-700       |

### DS-U3-IK
I DS-U3-IK erano satelliti equipaggiati per svolgere misurazioni sul sole. Complessivamente, ne furono lanciati sei, tra il 1969 ed il 1976: Intercosmos 1 (14 ottobre 1969), Intercosmos 4 (14 ottobre 1970), Intercosmos 7 (30 giugno 1972), Intercosmos 11 (17 maggio 1974), Intercosmos 14 (3 giugno 1975. Lancio fallito per un malfunzionamento del primo stadio del vettore) ed Intercosmos 16 (27 luglio 1976.
| Parametri orbitali   | Valori tipici |
| -------------------- | ------------- |
| Perigeo (km)         | 345           |
| Apogeo (km)          | 570           |
| Inclinazione (gradi) | 49,2          |
| Massa (kg)           | 390           |